# Liste der Biografien/Wec
Liste der Biografien |
Portal Biografien |
Personensuche
# |
A |
B |
C |
D |
E |
F |
G |
H |
I |
J |
K |
L |
M |
N |
O |
P |
Q |
R |
S |
T |
U |
V |
W |
X |
Y |
Z |
?
 
Wa |
Wc |
Wd |
We |
Wh |
Wi |
Wj |
Wl |
Wn |
Wo |
Wr |
Ws |
Wt |
Wu |
Ww |
Wy |
Wz
 
Wea |
Web |
Wec |
Wed |
Wee |
Wef |
Weg |
Weh |
Wei |
Wej |
Wek |
Wel |
Wem |
Wen |
Weo |
Wep |
Wer |
Wes |
Wet |
Weu |
Wev |
Wew |
Wex |
Wey |
Wez
Die Liste der Biografien führt alle Personen auf, die in der deutschsprachigen Wikipedia einen Artikel haben. Dieses ist eine Teilliste mit 170 Einträgen von Personen, deren Namen mit den Buchstaben „Wec“ beginnt.

## Wec

### Wech
- Wech, Lenka (* 1976), deutsche Riemenruderin
- Wech, Michael (* 1969), deutscher Regisseur und Dokumentarfilmer
- Wech, Robert, deutscher Orgelbauer
- Wechelen, Jan van, flämischer Maler
- Wechmann, Artur (1882–1969), deutscher Hydrologe
- Wechmar, Eberhard von (1897–1934), deutscher Gutsbesitzer und beim „Röhm-Putsch“ ermordeter SA-Führer
- Wechmar, Gustav Julius von (1791–1863), preußischer Generalmajor und Kommandeur der 9. Kavallerie-Brigade
- Wechmar, Irnfried von (1899–1959), deutscher Offizier und Journalist
- Wechmar, Ludwig Anton von (1712–1787), preußischer Oberst und Chef des Husaren-Regiments Nr. 6
- Wechmar, Rüdiger von (1923–2007), deutscher Politiker (FDP), MdEP, Botschafter der Bundesrepublik Deutschland bei den Vereinten NationenRüdiger von Wechmar (1923–2007)

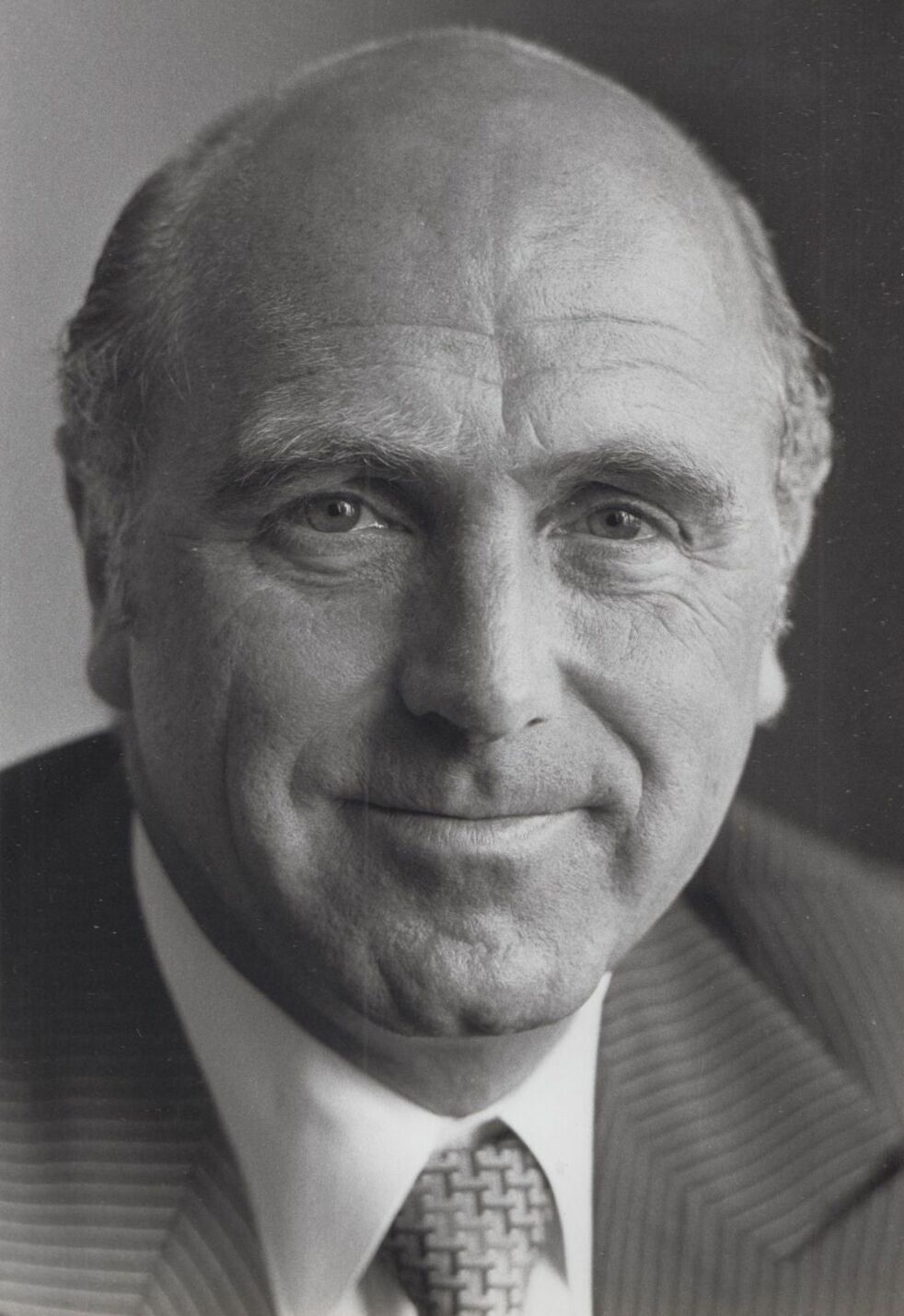
Rüdiger von Wechmar (1923–2007)

- Wechmar, Rudolf von (1823–1881), preußischer Generalleutnant
- Wechmar, Rudolph von (1800–1861), deutscher Verwaltungsjurist, Staatsminister in Sachsen-Meiningen
- Wechmar, Wolfgang Gustav von (1753–1821), preußischer Landrat
- Wechner, Armin (1910–1992), österreichischer Richter und Verfassungsrichter
- Wechner, Bruno (1908–1999), österreichischer Bischof
- Wechner, Hedwig (* 1955), österreichische Politikerin (SPÖ), Abgeordnete zum Nationalrat
- Wechner, Lena (* 2000), österreichische Skirennläuferin
- Wechs, Thomas (1893–1970), deutscher Architekt
- Wechsberg, Joseph (1907–1983), US-amerikanischer Erzähler, Essayist und Journalist
- Wechsel, Leon-Oumar (* 2005), deutscher Fußballspieler
- Wechselberg, Carl (* 1969), deutscher Politiker (SPD), MdA
- Wechselberger, Artur (* 1952), österreichischer Arzt
- Wechselberger, Ernst (1931–2013), deutscher Fußballspieler
- Wechselberger, Helmut (* 1953), österreichischer Radrennfahrer
- Wechselberger, Karl (* 1970), italienischer Springreiter
- Wechselmann, Ignaz von (1828–1903), ungarischer Architekt, Baumeister und Philanthrop
- Wechselmann, Wilhelm (1860–1942), deutscher Dermatologe
- Wechsler Dinu, Margareta (1909–2016), rumänische Malerin
- Wechsler, Alfred (1879–1922), österreichisch-deutscher Journalist, Publizist und Schriftsteller
- Wechsler, Andrea (* 1977), deutsche Juristin und Politikerin (CDU)
- Wechsler, Anna (1862–1922), deutsche Mundartautorin
- Wechsler, Bernhard (1807–1874), deutscher Landesrabbiner in Oldenburg
- Wechsler, David (1896–1981), US-amerikanischer Psychologe
- Wechsler, David (1918–1990), schweizerischer Drehbuchautor und Schriftsteller
- Wechsler, Fridolin (* 1941), Schweizer Theologe
- Wechsler, Hans (1930–2010), Schweizer Politiker (CVP), Stadtammann
- Wechsler, Helmut, Schauspieler
- Wechsler, Jürgen (* 1955), deutscher Gewerkschaftler, Aufsichtsrat und Bezirksleiter der IG Metall Bayern
- Wechsler, Lazar (1896–1981), Schweizer Filmproduzent
- Wechsler, Max (1938–1978), Schweizer Radrennfahrer
- Wechsler, Moe (1920–2016), US-amerikanischer Barrelhouse- und Jazzpianist
- Wechsler, Nick (* 1949), US-amerikanischer Filmproduzent
- Wechsler, Nick (* 1978), US-amerikanischer SchauspielerNick Wechsler (* 1978)

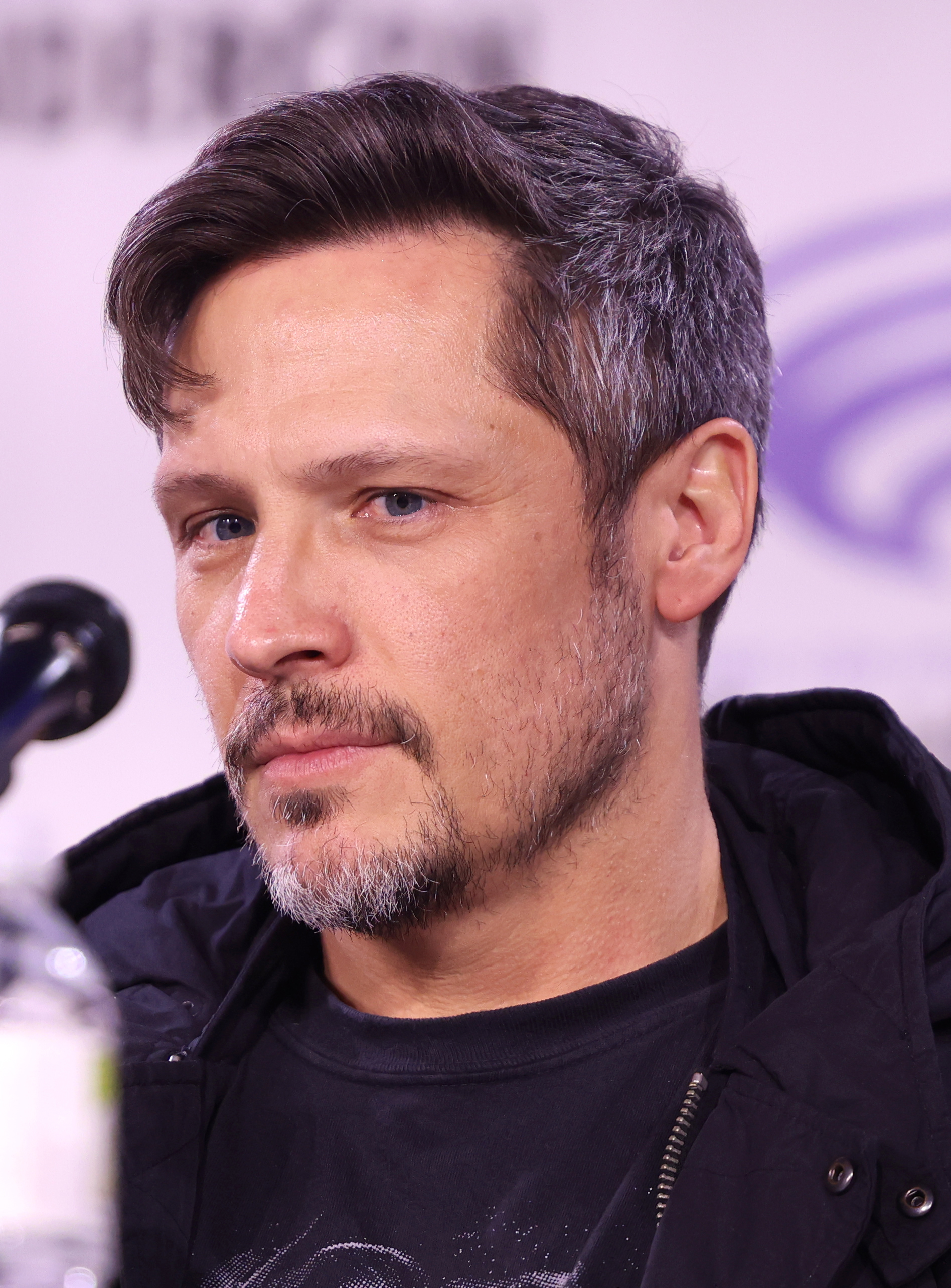
Nick Wechsler (* 1978)

- Wechsler, Peter (* 1951), Schweizer Maler und Graphiker
- Wechsler, Richard, US-amerikanischer Produzent für Film und Fernsehen
- Wechsler, Risa H., US-amerikanische Teilchenphysikerin und Astrophysikerin
- Wechsler, Wolfgang (1930–2012), deutscher Neuropathologe
- Wechssler, Eduard (1869–1949), deutscher Romanist, Philologe und Literaturwissenschaftler
- Wechsung, Federico (* 1975), argentinischer Geistlicher und römisch-katholischer Weihbischof in La Plata
- Wechsung, Fritz (1898–1966), deutscher Politiker (KPD), MdL
- Wechsung, Gerd (* 1939), deutscher Mathematiker und Informatiker
- Wechter, Benjamin Gerschewitsch (1939–2017), sowjetischer bzw. moldauischer Theoretischer Physiker und Hochschullehrer
- Wechterstein, Gunter (1910–1997), deutsch-baltischer Landschafts- und Porträtmaler
- Wechtlin, Johannes, deutscher Maler und Holzschneider
- Wechzeu, Sjarhej (* 1971), belarussischer Fußballtrainer und ehemaliger Spieler

### Weck
- Weck, Alain L. de (1928–2013), Schweizer Immunologe
- Weck, Alexander (* 2000), deutscher Handballspieler
- Weck, Anton (1623–1680), kurfürstlich sächsischer Rat, Geheimer Sekretär, Autor einer Dresdner Chronik
- Weck, Charles de (1837–1931), Schweizer Politiker
- Weck, Christian Franz (1904–1961), deutscher SS-Zahnarzt
- Weck, Ernest de (1860–1919), Schweizer Bankier und Politiker
- Weck, Eugène de (1872–1912), Schweizer Landschaftsmaler, Zeichenlehrer und Restaurator
- Weck, Felicitas (* 1954), deutsche Politikerin (Die Linke)
- Weck, Gerhard (1913–1974), deutscher Politiker (SPD), Opfer des Nationalsozialismus und des Stalinismus
- Weck, Helmut (1926–2001), deutscher Pädagoge
- Weck, Hervé de (* 1943), Schweizer Militärhistoriker
- Weck, Johann Carl (1841–1914), deutscher Unternehmer und Namensgeber der Weck-Gläser
- Weck, Joseph de (* 1986), Schweizer Historiker, Politologe und Autor
- Weck, Kurt (1892–1959), deutscher Politiker (SPD)
- Weck, Laura de (* 1981), Schweizer Schauspielerin, Bühnenautorin und Regisseurin
- Weck, Louis de (1867–1916), Schweizer Politiker
- Weck, Manfred (1937–2023), deutscher Ingenieur und Universitätsprofessor
- Weck, Peter (* 1930), österreichischer Regisseur, Theaterintendant und SchauspielerPeter Weck (* 1930)

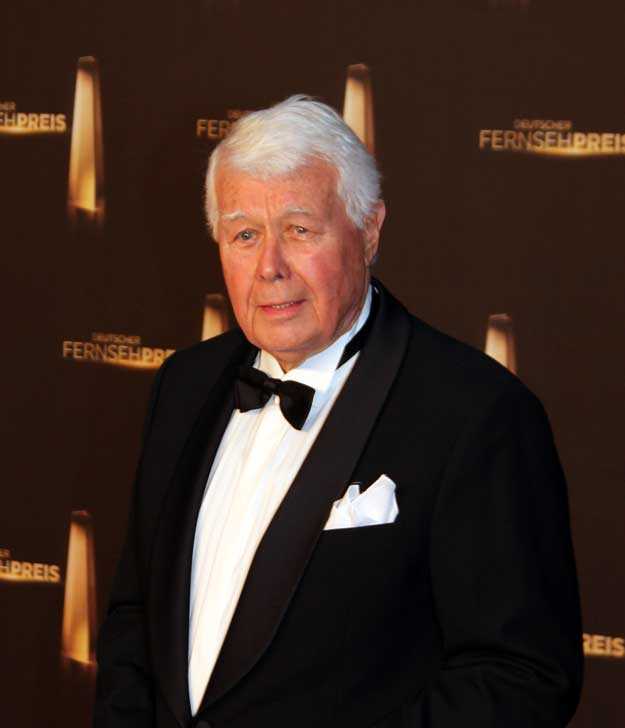
Peter Weck (* 1930)

- Weck, Philippe de (1919–2009), Schweizer Bankmanager
- Weck, Roger de (* 1953), Schweizer Publizist und Manager
- Weck, Ursula (* 1951), deutsche Hörspielregisseurin und -autorin
- Weck-Bussy, Rodolphe de (1826–1861), Schweizer Politiker
- Weck-de Boccard, Antoinette de (1868–1956), Schweizer Malerin
- Weck-Hannemann, Hannelore (* 1954), deutsche Ökonomin
- Weck-Reynold, Louis de (1823–1880), Schweizer Landwirt und Politiker
- Weckardt, Nadine (* 1975), deutsche Floristin
- Weckauf, Julius (* 2007), deutscher SchauspielerJulius Weckauf (* 2007)

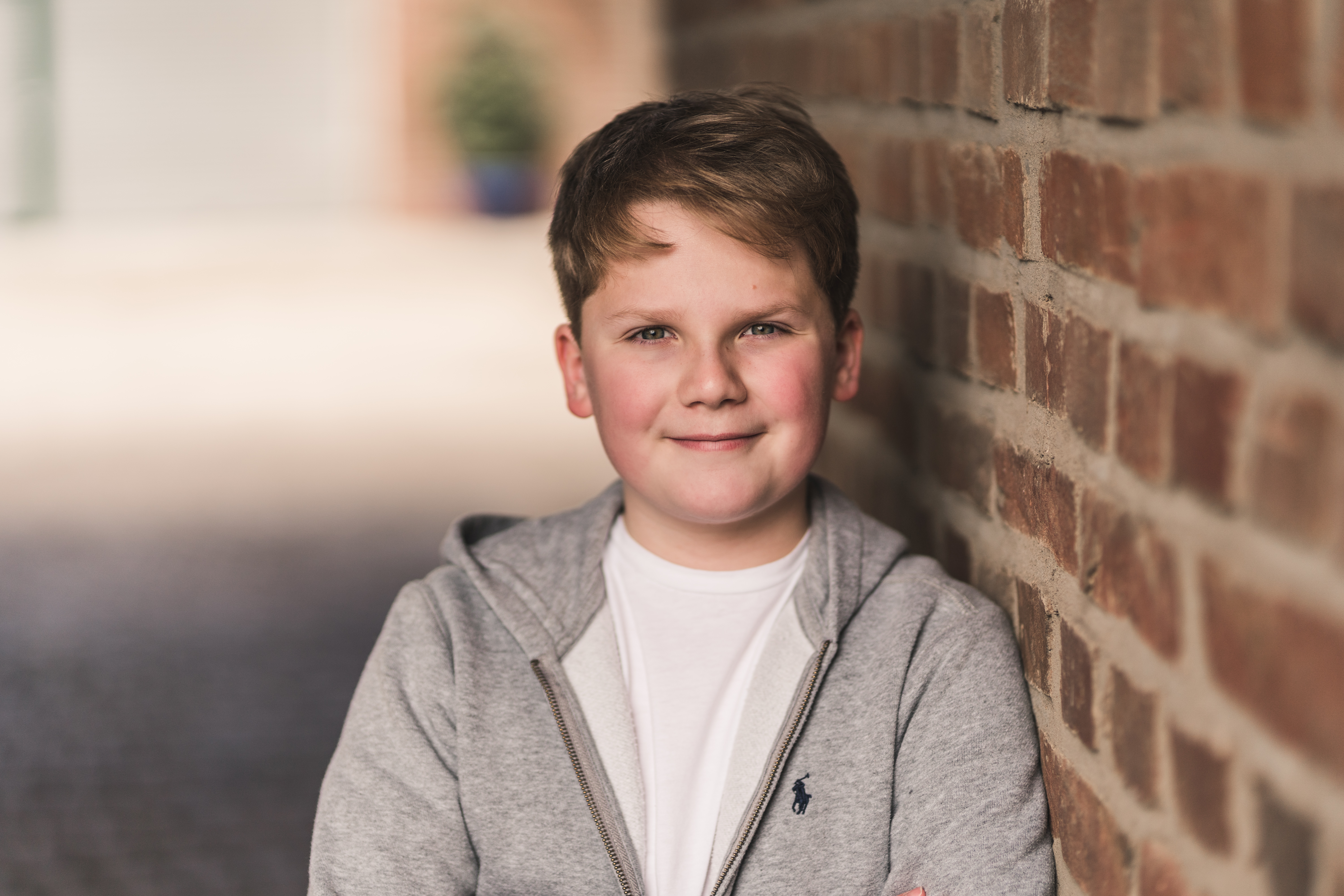
Julius Weckauf (* 2007)

- Weckbach, Hubert (1935–2018), deutscher Archivar
- Weckbach, Jens (* 1970), deutscher Ruderer und Kommunalpolitiker (CDU)
- Weckbach, Stefan (* 1949), deutscher Diplomat
- Weckbach-Mara, Friedemann (* 1947), deutscher Journalist, Autor und Politikberater
- Weckbecker, August (1888–1939), deutscher Bildhauer, Maler, Glasmaler und Professor
- Weckbecker, Erich von (1920–2005), deutscher Facharzt für Innere Medizin und Naturheilkunde
- Weckbecker, Franz Georg Severus (1775–1862), Gutsbesitzer und Kaufmann
- Weckbecker, Peter (1807–1875), deutscher Jurist, Richter und Abgeordneter
- Weckbecker, Raoul (1898–1978), luxemburgischer Bobsportler und Skirennläufer
- Wecke, Ernst (1831–1899), sächsischer Rittergutsbesitzer und Politiker
- Wecke, Fritz († 1913), deutscher Unternehmer in Deutsch-Südwestafrika
- Wecke, Ludwig (1828–1849), deutscher Holzstecher, Illustrator und Unternehmer
- Wecke, Sabine (* 1954), deutsche Leichtathletin
- Wecke, Walther (1885–1943), deutscher Polizeibeamter und Offizier, zuletzt General der Luftwaffe im Zweiten Weltkrieg
- Weckeiser, Dieter († 1968), deutsches Todesopfer der Berliner Mauer
- Weckeiser, Elke (1945–1968), deutsches Todesopfer der Berliner Mauer
- Weckel, Hans (1926–2003), deutscher Sportwissenschaftler
- Weckel, Kurt (1877–1956), Politiker
- Weckel, Ulrike (* 1961), deutsche Historikerin und Hochschullehrerin
- Weckelmann, Carlo (* 1996), deutscher Leichtathlet
- Weckenmann, Albert (* 1944), deutscher Hochschullehrer
- Weckenmann, Johann Georg (1727–1795), deutscher Bildhauer
- Weckenmann, Ruth (* 1959), deutsche Politikerin (SPD), MdL
- Wecker, Andreas (* 1970), deutscher Kunstturner
- Wecker, Anna († 1596), deutsche Dichterin
- Wecker, Annik (* 1974), deutsche KochbuchautorinAnnik Wecker (* 1974)

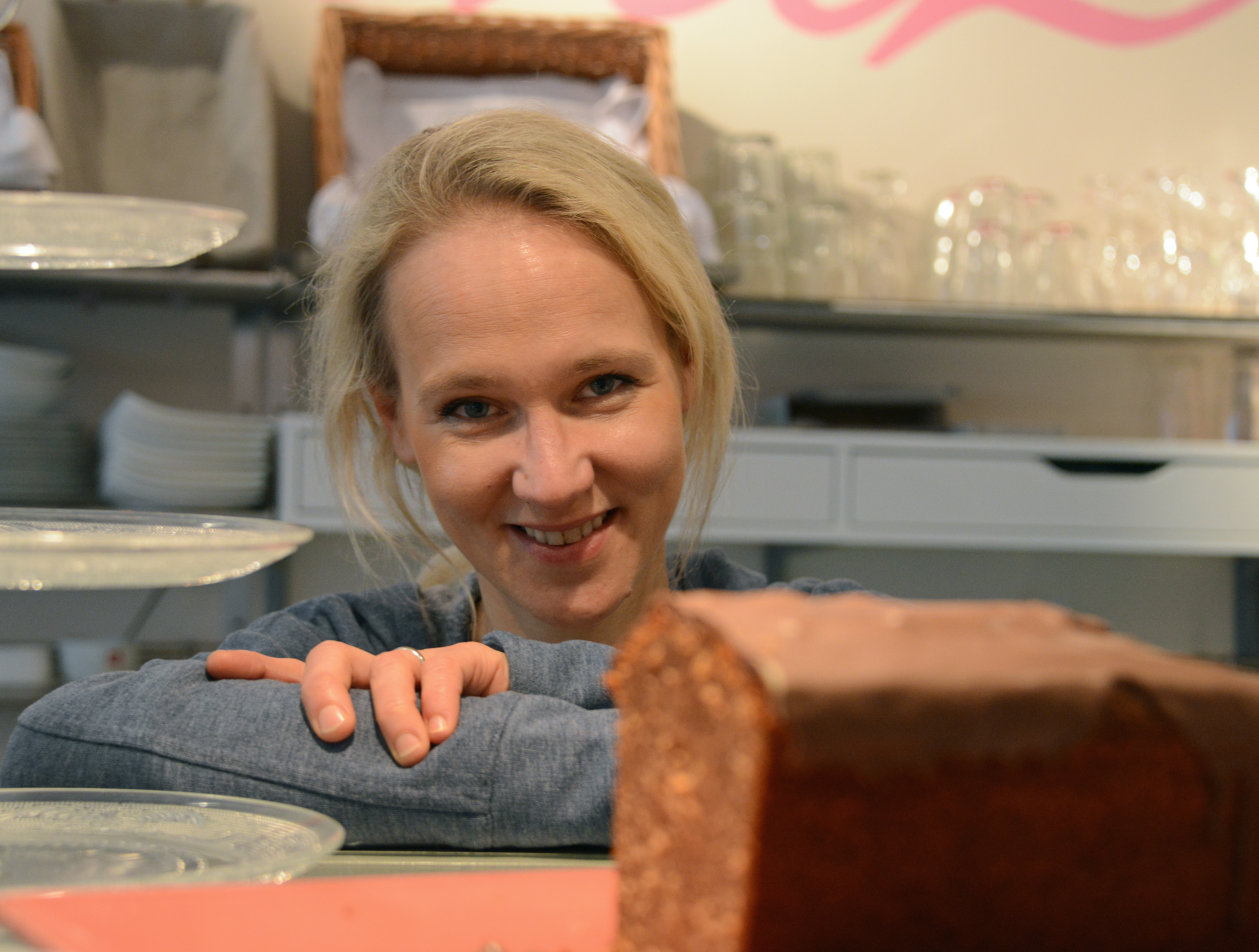
Annik Wecker (* 1974)

- Wecker, Cornelia (* 1948), deutsche Filmproduzentin
- Wecker, Georg (1566–1633), deutscher Mediziner und Physiker
- Wecker, Georg Caspar († 1695), deutscher Komponist des Barock
- Wecker, Gero (1923–1974), deutscher Filmproduzent
- Wecker, Helene, amerikanische Schriftstellerin
- Wecker, Johann Jacob (1528–1586), Schweizer Arzt und Philosoph
- Wecker, Karl Theodor (1828–1893), deutscher Kaufmann, Unternehmer und Politiker
- Wecker, Kendra (* 1982), US-amerikanische Basketballspielerin
- Wecker, Konstantin (* 1947), deutscher Musiker, Liedermacher, Komponist und AutorKonstantin Wecker (* 1947)

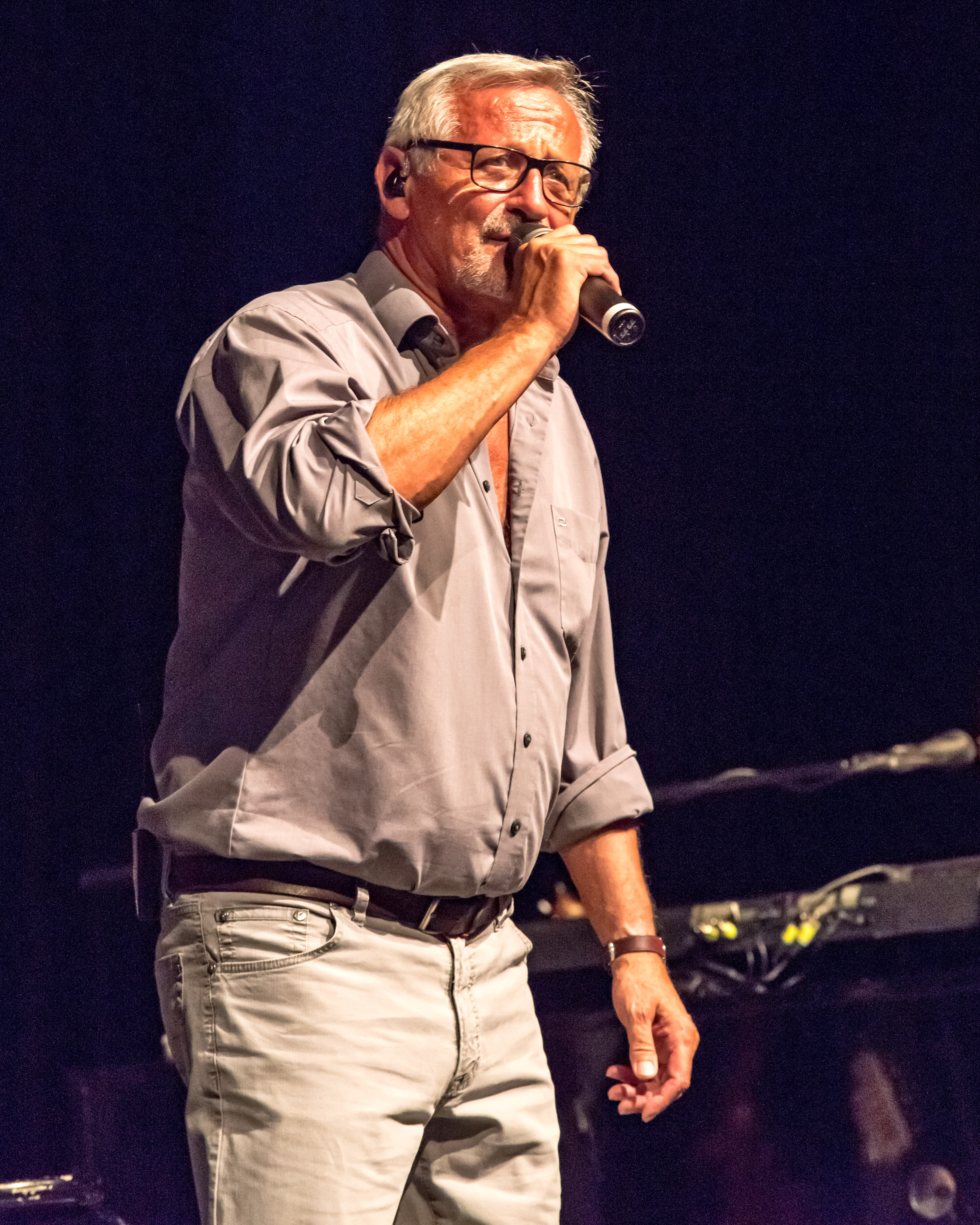
Konstantin Wecker (* 1947)

- Wecker, Louis de (1832–1906), deutsch-französischer Augenarzt
- Wecker, Lucas (* 1996), deutscher Synchronsprecher, Synchronregisseur, Musiker und Radiomoderator
- Wecker, Regina (* 1944), deutsch-schweizerische Historikerin
- Wecker, Tamino (* 1999), deutscher Schauspieler
- Wecker-Bergheim, Alexander (1914–2001), deutscher Maler
- Weckerle, Konrad (1941–2023), deutscher Wirtschaftsjurist und Manager
- Weckerle, Marie (* 2003), luxemburgische Tennisspielerin
- Weckerle, Susanne (* 1963), deutsche Schauspielerin
- Weckerle, Valentin (* 1990), deutscher Handballspieler
- Weckerlin, Caspar, deutscher Mediziner
- Weckerlin, Jean-Baptiste (1821–1910), französischer Komponist
- Weckerlin, Mathilde (1848–1928), deutsche Opernsängerin der Stimmlage Sopran
- Weckerlin, Sabrina (* 1986), deutsche Sängerin und Musical-DarstellerinSabrina Weckerlin (* 1986)

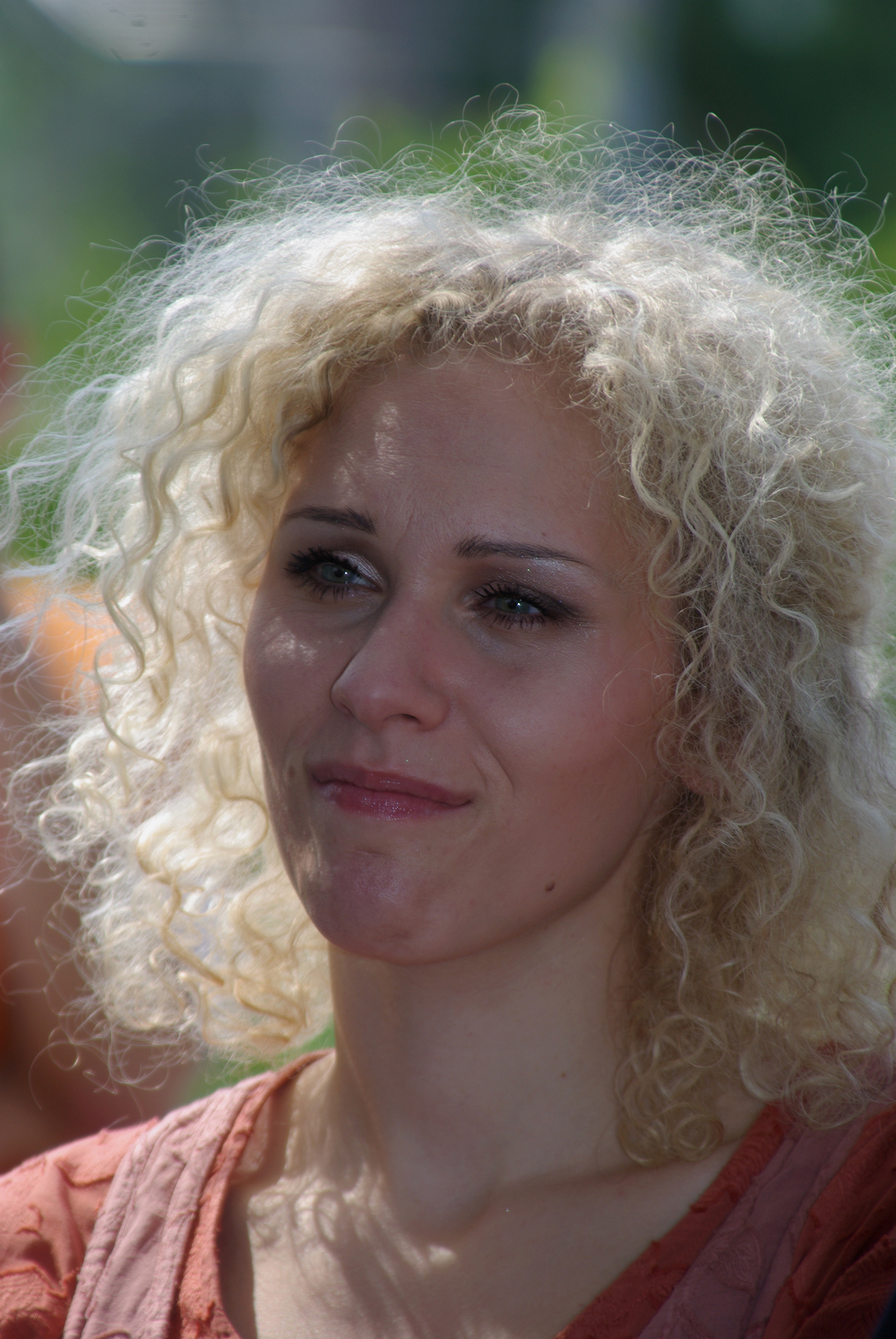
Sabrina Weckerlin (* 1986)

- Weckerling, August (1846–1924), deutscher Gymnasiallehrer und Historiker
- Weckerling, Otto (1910–1977), deutscher Radrennfahrer und Sportlicher Leiter
- Weckerling, Rudolf (1911–2014), deutscher evangelischer Pfarrer, christlicher Widerstandskämpfer, Theologe
- Weckert, Ingrid (* 1927), deutsche Autorin und Holocaustleugnerin
- Weckert, Josef Franz von (1822–1889), deutscher Geistlicher, katholischer Bischof von Passau
- Weckert, Sandra (* 1973), deutsche Jazzmusikerin (Saxophon, Komposition), Team- und Organisationsentwicklerin
- Weckert, Werner (1938–2020), Schweizer Radrennfahrer
- Weckes, Elizabeth Anne (* 1968), deutsche Malerin
- Weckesser, August (1821–1899), Schweizer Historienmaler
- Weckesser, Ronald (* 1948), deutscher Politiker (PDS, Die Linke), MdL
- Weckherlin, August von (1794–1868), deutscher Agrarwissenschaftler und Domänenverwalter
- Weckherlin, Carl Christian Friedrich (1790–1853), württembergischer Oberamtmann
- Weckherlin, Ferdinand Heinrich August von (1767–1828), Finanzminister des Königreichs Württemberg
- Weckherlin, Georg Rodolf (1584–1653), deutscher Lyriker
- Weckherlin, Thorsten (* 1962), deutscher Theaterintendant
- Weckhuysen, Bert (* 1968), belgischer Chemiker
- Weckl, Dave (* 1960), US-amerikanischer Jazz- und Fusion-SchlagzeugerDave Weckl (* 1960)

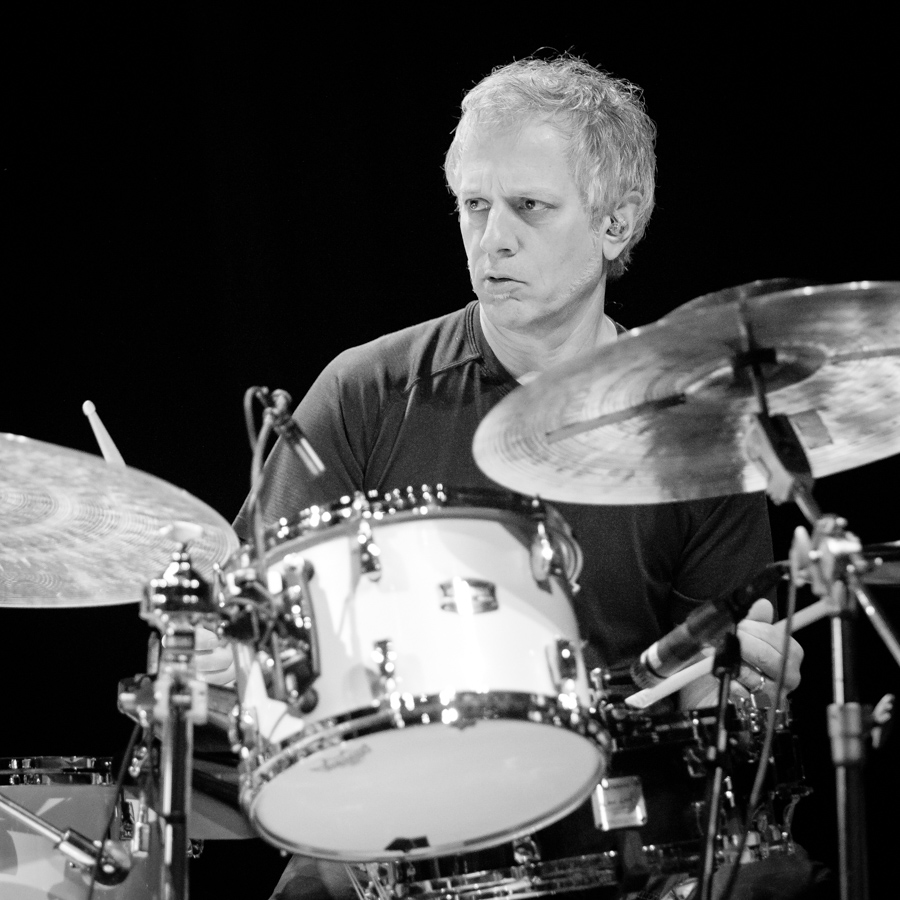
Dave Weckl (* 1960)

- Wecklein, Michael (1778–1849), deutscher römisch-katholischer Theologe, Geistlicher und Hochschullehrer
- Wecklein, Nikolaus (1843–1926), deutscher Altphilologe
- Weckler, Heinrich (1894–1958), Landtagsabgeordneter Volksstaat Hessen
- Weckler, Jan (* 1971), deutscher Politiker (CDU), seit 2018 Landrat des Wetteraukreises
- Weckler, Michael (1942–2008), deutscher Schauspieler, Regisseur und Synchronsprecher
- Weckman, Verner (1882–1968), finnischer Ringer und Industrieller
- Weckmann Muñoz, Luis Jesús (* 1938), mexikanischer Botschafter
- Weckmann, André (1924–2012), elsässischer Schriftsteller
- Weckmann, Jacob († 1680), deutscher Komponist und Organist
- Weckmann, Joachim (* 1953), deutscher Unternehmer und ehemaliger Geschäftsführer einer Ökobäckerei
- Weckmann, Kurt (1895–1981), deutscher Generalleutnant
- Weckmann, Matthias († 1674), deutscher Komponist des Barock
- Weckmann, Niklaus, deutscher Bildhauer
- Weckmann, Peter (* 1952), deutscher Politiker (SPD), MdL
- Wecksell, Jesper (* 1995), schwedischer E-Sportler
- Weckström, Nina (* 1979), finnische Badmintonspielerin
- Weckström, Tonja (* 1977), finnische Fußballschiedsrichterassistentin
- Weckwerth, Andreas (* 1974), deutscher katholischer Kirchenhistoriker
- Weckwerth, Christine (* 1963), deutsche Philosophin

### Wecu
- Wecus, Walter von (1893–1977), deutscher Maler, Grafiker, Bühnenbildner und Hochschullehrer

### Wecx
- Wecxsteen, Mathias (* 1980), französischer Freestyle-Skier

### Wecz
- Weczerka, Hugo (1930–2021), deutscher Historiker, Herausgeber sowie Sach- und Fachbuchautor
- Weczerzick, Alfred (1864–1952), deutscher Maler und Tiermaler sowie Illustrator